# 홀데인 규칙
홀데인 규칙(Haldane's rule)은 유전학자 J. B. S. 홀데인이 1922년 제안한 유전학 규칙이다.
"서로 다른 두 동물 종을 교배했을 때 그 자식대에서 한쪽 성이 아예 나타나지 않거나 희귀하거나 혹은 불임이라면, 그 성이 이형배우자 성이다."
이 규칙은 매우 높은 빈도로 성립한다. 255개의 사례 중에서 95 %가 이 규칙을 만족하는 것으로 알려져 있다.